# Say Her Name
Pour les articles homonymes, voir Dire son nom et Say Her Name (homonymie).
Say Her Name est un mouvement social qui cherche à rendre plus visibles les affaires concernant les femmes afro-américaines victimes de violences policières aux États-Unis. Le but visé est de changer la perception du public selon laquelle les victimes de violences policières racistes sont principalement des hommes. Le mouvement tente de mettre en évidence les façons dont les femmes Noires sont affectées de manière encore plus disproportionnée par des actes mortels d'injustice raciale du fait de leur genre. Le hashtag #SayHerName a été proposé par l'African American Policy Forum (en) (AAPF) en février 2015, pour créer une présence sur les réseaux sociaux aux côtés des campagnes de justice raciale existantes et en réponse à Black Lives Matter.

## Le rapport de l'African American Policy Forum
En mai 2015, l'AAPF publie un rapport intitulé Say Her Name: Resisting Police Brutality against Black Women («Dites son nom: résister à la brutalité policière contre les femmes Noires»), qui décrit les buts et objectifs du mouvement #SayHerName. À la suite du meurtre de Sandra Bland par la police en juillet 2015, l'AAPF, le Center for Intersectionality and Social Policy Studies de la Columbia Law School et Andrea Ritchie (en)  publient une mise à jour du rapport original, comprenant une description des circonstances entourant la mort de Bland, ainsi que plusieurs récits détaillant les récents incidents de violence provoquée par la police contre des femmes Noires, notamment Tanisha Anderson et Rekia Boyd (en), et un cadre analytique pour comprendre la vulnérabilité des femmes Noires face aux violences policières et des suggestions sur la manière de mobiliser efficacement diverses communautés et de leur donner les moyens de plaider pour la justice raciale.

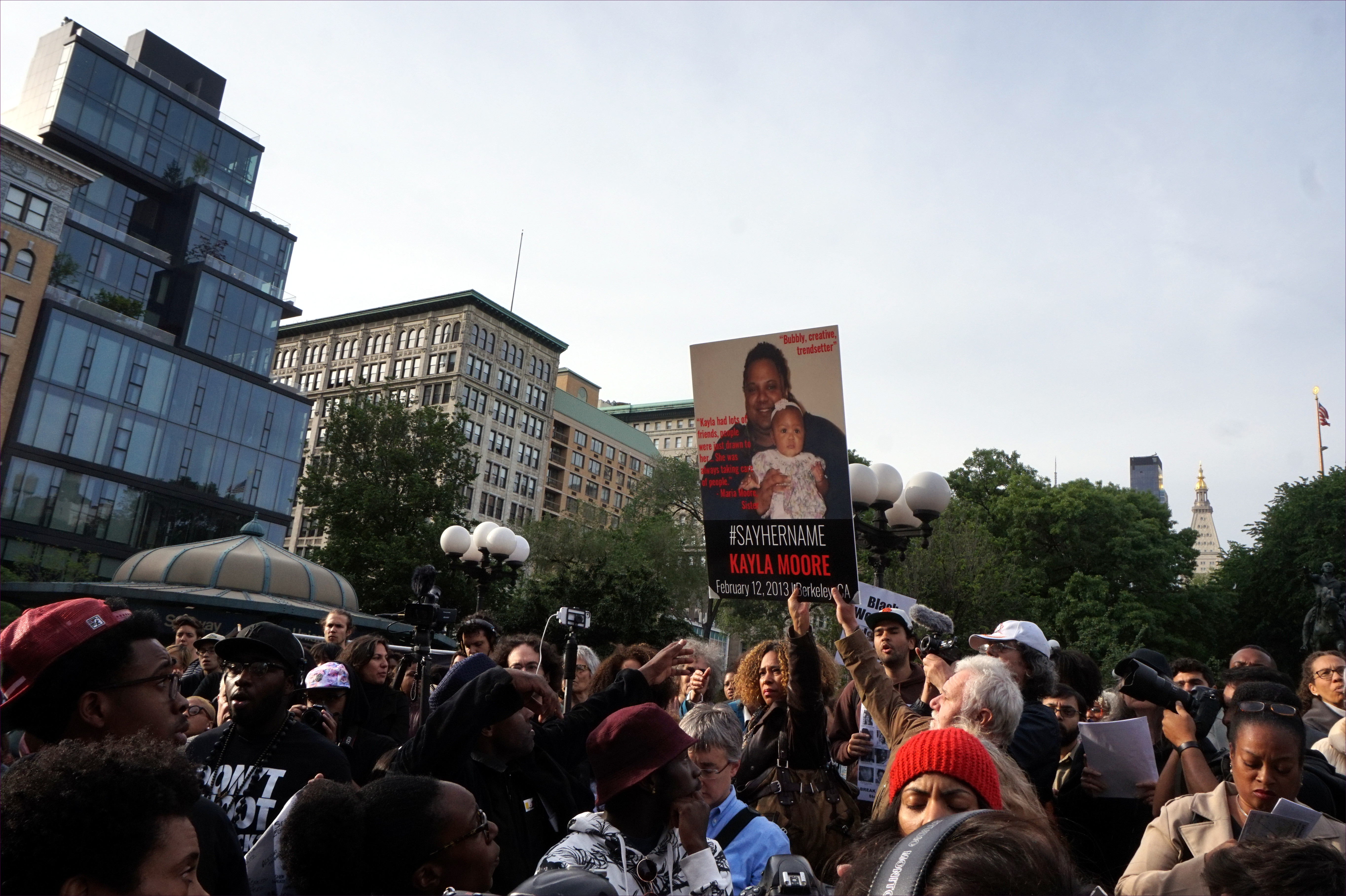
Les participants à la veillée #SayHerName du 20 mai 2015, à l'Union Square, New York.

S'inspirant du rapport de l'AAPF, le mouvement #SayHerName s'efforce de lutter contre l'invisibilisation des femmes Noires dans les médias grand public et en particulier dans le mouvement Black Lives Matter. Parmi les nombreux programmes du mouvement, l'un comprend la commémoration des femmes qui ont perdu la vie à cause de la brutalité policière et de la violence anti-Noire. Pour faire avancer ce programme, l'AAPF, avec vingt sponsors locaux et le Center for Intersectionality and Social Policy Studies de la Columbia Law School, a organisé une veillée le 20 mai 2015 à New York, où des dizaines de personnes se sont réunies pour exiger que le public cesse d'ignorer les luttes des femmes Noires contre la violence sexiste et raciale.

## Relation avec  Black Lives Matter
#SayHerName diffère du mouvement Black Lives Matter dans sa construction, ses objectifs et ses méthodes. Des théoriciennes féministes comme Kimberle Crenshaw, qui a forgé le terme intersectionnalité dans les années 1980, ont souligné que le mouvement #SayHerName aborde l'intersectionnalité du genre, de la classe et du handicap qui se joue sur le corps des femmes Noires,. Ce sont des aspects qui semblent peu abordés par le mouvement Black Lives Matter, qui est spécifiquement connu pour s'attaquer aux inégalités raciales au sein du système de justice pénale américain (en). De nombreux partisans du mouvement Black Lives Matter ont été en grande partie indignés par les meurtres de jeunes hommes afro-américains par des policiers. En revanche, lorsque des histoires de femmes afro-américaines rencontrant des destins similaires ont été évoquées, le nombre de partisans et de défenseurs a semblé plus faible. Les noms et histoires des femmes victimes sont généralement moins connus que ceux des hommes. #SayHerName vise à sensibiliser à la façon dont le sexisme et le racisme jouent simultanément sur des corps féminins des personnes non blanches, quelle que soit  leur origine, tout en permettant aux individus de se rassembler et de participer au discours.

## Noms mentionnés dans la mise à jour du rapport "Say Her Name"

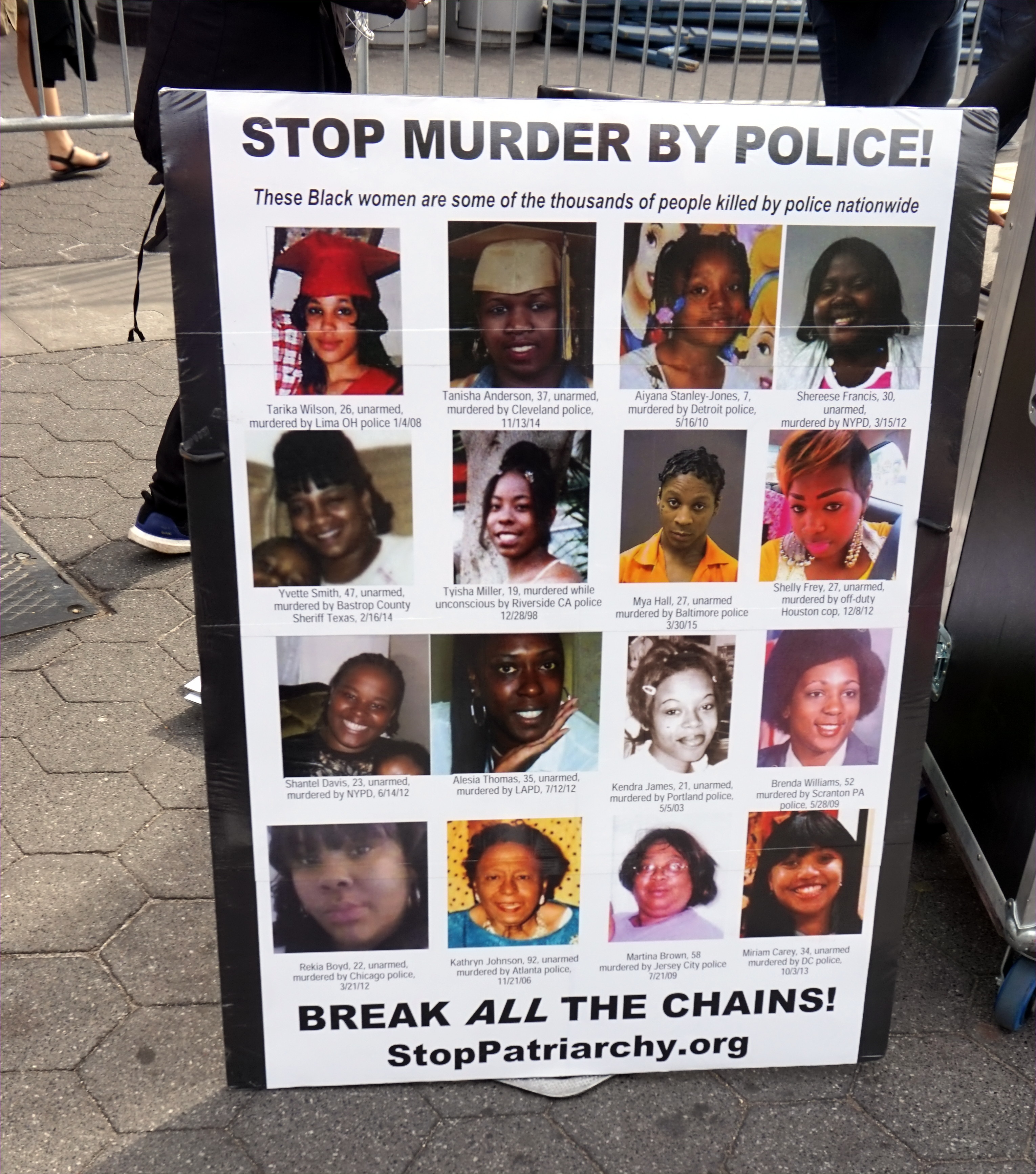
En mémoire de femmes noires tuées par la police

- Breonna Taylor - Tuée par la police dans son lit le 13 mars 2020[8],[9]
- Atatiana Jefferson - Tuée par la police le 12 octobre 2019[10]
- Charleena Chavon Lyles - Tuée par la police le 18 juin 2017[11]
- Korryn Gaines - Tuée par la police le 1er août 2016
- India Kager - Tuée par la police dans sa voiture le 5 septembre 2015[4]
- Sandra Bland - Décédée en garde à vue le 13 juillet 2015[12]
- Alexia Christian - Tuée par la police le 30 avril 2015[13]
- Mya Hall - Tuée par la police le 30 mars 2015[14]
- Meagan Hockaday (en) - Tuée par la police le 28 mars 2015
- Janisha Fonville - Tué par la police le 18 février 2015
- Natasha McKenna (en) - Décédée des suites d'un traumatisme provoqué par la police le 8 février 2015
- Tanisha Anderson - Tuée par la police le 13 novembre 2014[15]
- Aura Rosser - Tuée par la police le 9 novembre 2014[16]
- Sheneque Proctor - Décédé en garde à vue le 1er novembre 2014
- Michelle Cusseaux - Tuée par la police le 13 août 2014[17]
- Pearlie Golden - Tuée par la police le 7 mai 2014
- Gabriella Nevarez - Tuée par la police le 2 mars 2014
- Yvette Smith - Tuée par la police le 16 février 2014[18]
- Renisha McBride (en) - Tué par un suprémaciste blanc le 3 novembre 2013
- Miriam Carey (en) - Tuée par des agents fédéraux le 3 octobre 2013
- Kyam Livingston - Décédée en garde à vue le 24 juillet 2013
- Kayla Moore - Tuée par la police le 12 février 2013[19]
- Shelly Frey - Tuée par la police le 6 décembre 2012
- Malissa Williams (en) - Tuée par la police le 29 novembre 2012
- Shulena Weldon - Décédée après avoir été écrasée par une voiture par la police le 9 août 2012
- Alesia Thomas - Tuée par la police le 22 juillet 2012
- Shantel Davis - Tuée par la police le 14 juin 2012
- Sharmel Edwards - Tuée par la police le 21 avril 2012
- Rekia Boyd (en) - Tuée par la police le 21 mars 2012[20]
- Shereese Francis - Tuée par la police le 15 mars 2012
- Aiyana Stanley-Jones (en) - Tuée par la police le 16 mai 2010[21]
- Tarika Wilson - Tuée par la police le 4 janvier 2008
- Kathryn Johnston (en) - Tuée par la police le 21 novembre 2006
- Alberta Spruill - Décédée des suites d'un traumatisme provoqué par la police le 16 mai 2003
- Kendra James (en) - Tuée par la police le 5 mai 2003
- LaTanya Haggerty - Tuée par la police le 4 juin 1999
- Margaret LaVerne Mitchell - Tuée par la police le 21 mai 1999
- Tyisha Miller (en)- Tuée par la police le 28 décembre 1998
- Danette Daniels - Tuée par la police le 8 juin 1997
- Frankie Ann Perkins - Tuée par la police le 22 mars 1997
- Sonji Taylor - Tuée par la police le 16 décembre 1993
- Eleanor Bumpurs (en) - Tuée par la police le 29 octobre 1984

Autres femmes afro-américaines tuées par la police
- Natasha McKenna (en), tuée par la police en février 2015[22]
- Rekia Boyd (en), tuée par un policier hors service à Chicago en 2012[23]
- Tanisha Anderson, 13 novembre 2015 [24],[15],[25]
- Darnesha Harris, 10 décembre 2012[26]

## Documents
- AFRICAN AMERICAN POLICY FORUM, « SAY HER NAME » [PDF], sur time.com, 2015